# Edílson José da Silva
Edílson José da Silva (* 8. Dezember 1978) ist ein ehemaliger brasilianischer Fußballspieler.

## Karriere
Edílson begann seine Karriere 2000 bei Paraná Clube. 2002 wechselte er zu CA Sorocaba. Danach spielte er beim libanesischen Olympic Beirut. Mit Olympic Beirut wurde er 2002/03 libanesischer Meister. 2004 wechselte er zum japanischen Zweitligisten Avispa Fukuoka. 2006 kehrte er nach Brasilien zurück und unterschrieb einen Vertrag bei Rio Branco EC. 2007 wechselte er zum libanesischen al-Ansar (Beirut). 2008 wurde er mit dem Verein Tabellendritter der Libanesische Premier League. 2009 wechselte er zum brasilianischen FC Treze. Ende 2009 beendete er seine Karriere als Fußballspieler.

## Erfolge
Tripoli SC
- Libanesischer Meister: 2002/03
- Libanesischer Pokalsieger: 2002/03